# Fgura
Fgura – jedna z jednostek administracyjnych na Malcie. Mieszka tutaj 11 670 osób. 
Jedynym zabytkiem w miejscowości jest Kościół Matki Bożej z Góry Karmel z 1988 roku.

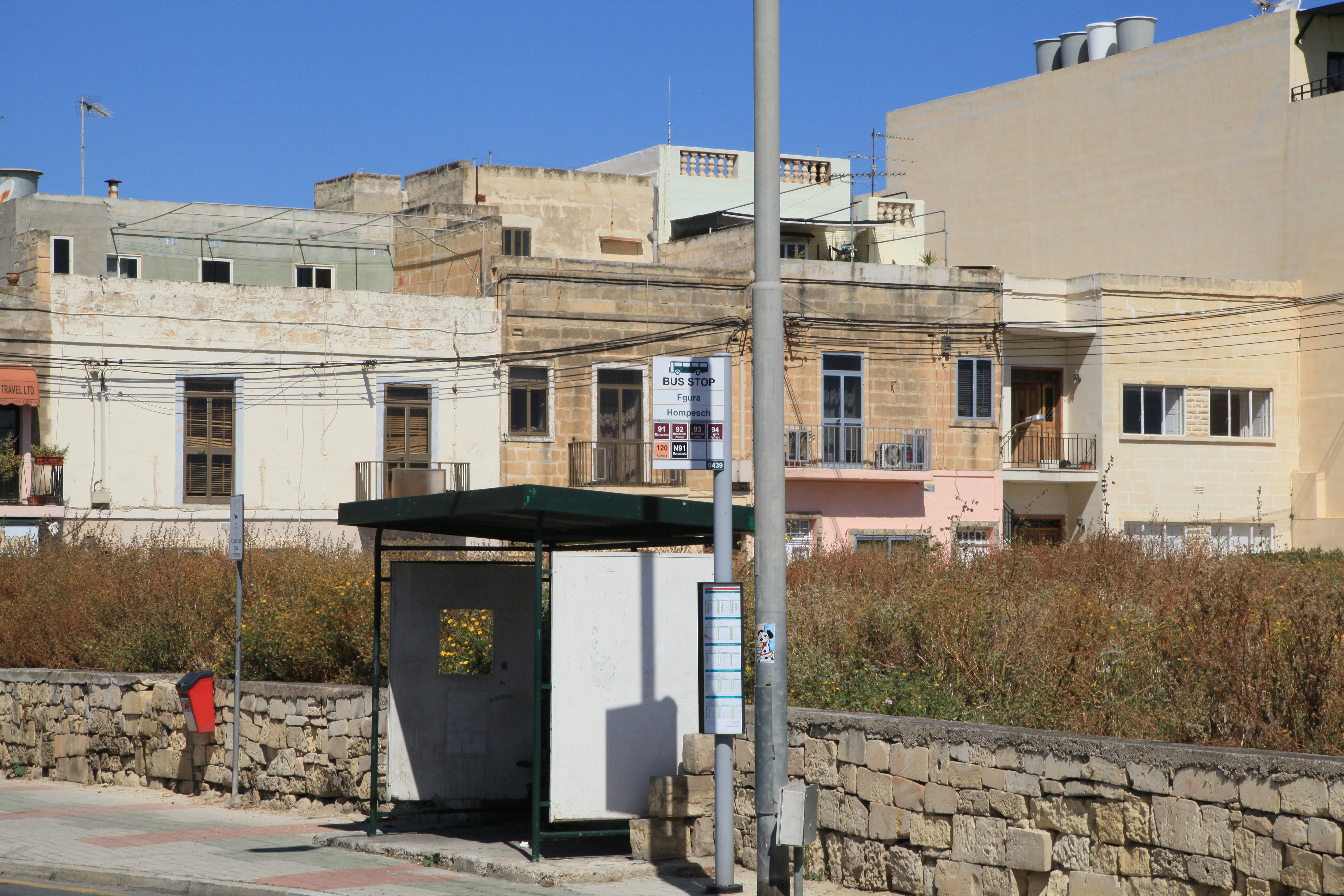
Przystanek autobusowy w miejscowości
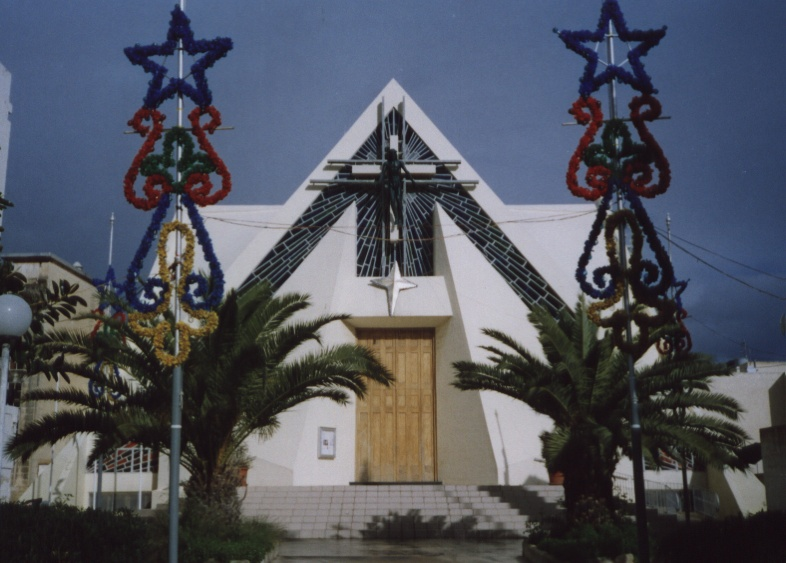
Kościół parafialny

## Sport
W miejscowości funkcjonuje klub piłkarski Fgura United F.C. Powstał w 1971 roku. Obecnie gra w Maltese First Division, drugiej w hierarchii ligowej.